# Preszacsina
Preszacsina románul: Prisăcina, falu Romániában, a Bánságban, Krassó-Szörény megyében.

## Fekvése
Bogoltény (Bogâltin) mellett fekvő település.

## Története
Preszacsina (Prisacina) korábban Bogoltény (Bogâltin) része volt. 1956-ban vált külön településsé 86 lakossal.
1966-ban 87 lakosából 78 román volt. 1977-ben 65, az 1992-es népszámláláskor pedig 51 román lakosa volt.